# Ohauiti
Ohauiti  est une banlieue semi-rurale de la cité de Tauranga dans la baie de l’Abondance de l’Île du Nord de la Nouvelle-Zélande.

## Situation
A l’origine de Ohauiti, un village rural, est localisé à 10 kilomètres vers le sud du centre de la cité, bien que le nom est aussi utilisé pour un nouveau lotissement juste au nord, sur l’angle construit de la cité.
Il est situé dans les 10 minute en voiture du centre de Tauranga, et à 2 minutes de l'Institut de technologie de Ohomai (en).

## Toponymie
Le Ministère de la Culture et du Patrimoine de la Nouvelle-Zélande donne la translation de la "place of little wind" (place du petit vent) pour  Ōhauiti.
La réserve d’Ohauiti a un terrain ouvert et une zone de bush natif avec un chemin de marche à pieds et de  promenade des chiens sans laisse avec aussi un chemin pour les pique-niques.
Ohauiti a aussi un centre commercial avec un magasin de vente à emporter , une « Bottlezone », un  salon de coiffure et un supermarché de la marque Four Square (en) .

## Démographie
Ohauiti avait une population de 3 282 personnes lors du recensement de 2018 en Nouvelle-Zélande, en augmentation de 600 personnes (soit 22,4 %) depuis le recensement de 2013 et une augmentation de 1 182 personnes (soit 56,3 %) depuis le recensement de 2006 en Nouvelle-Zélande.
Il y avait 1 218 logements.
On notait la présence de 1 605 hommes et 1 677 femmes donnant un sexe-ratio de 0,96 homme pour une femme.
L’âge médian était de 46,5 ans (comparé aux 37,4 ans au niveau national), avec 558 personnes (soit 17,0 %) âgées de moins de 15 ans, 498 personnes (soit 15,2 %) âgées de 15 à 29 ans, 1 482 personnes (soit 45,2 %) âgées de 30 à 64 ans, et 741 personnes (soit 22,6 %) âgées de 65 ans ou plus.
L’ethnicité était pour 90,2 % européens/Pākehā, 9,8 % Māoris, 1,1 % personnes venant du Pacifique, 6,3 % asiatiques et 1,7 % d’une autre ethnie  (le total peut faire plus de 100 % dès lors qu’une personne peut s’identifier de multiples ethnies).
La proportion de personnes nées outre-mer était de 22,9 %, comparée avec 27,1 % au niveau  national.
Bien que certaines personnes objectent à donner leur religion, 47,7 % n’avaient aucune religion, 41, 6 % était chrétiens, 1,0 % étaient hindouistes, 0,4% étaient musulmans, 0,2 % étaient bouddhistes et  2,1 % avaient une autre religion.
Parmi ceux d’au moins 15 ans d’âge, 555 personnes (20,4 %) avaient un niveau de licence ou un degré supérieur, et 429 personnes (soit 15,7 %) n’avaient aucune qualification formelle.
Le revenu médian était de 34 200 $, comparé avec les 31 800 $ au niveau national.
Le statut d’emploi de ceux d’au moins 15 ans était pour 1 287 personnes (soit 47,2 %) : un emploi à temps plein, pour 429 personnes (soit 15,7 %) : un emploi à temps partiel et 75 personnes (soit 2,8 %) étaient sans emploi.